# Bibai
Bibai (japanska: 美唄市?, Bibai-shi) är en stad i Hokkaidō prefektur i Japan. Staden fick stadsrättigheter 1950.